# Анфимовская
Анфимовская — деревня в Верхнетоемском муниципальном округе Архангельской области России.

## География
Деревня находится в юго-восточной части Архангельской области, в подзоне средней тайги, в пределах северной окраины Восточно-Европейской равнины, на левом берегу Северной Двины, при автодороге 11Р-003, на расстоянии примерно 22 километров (по прямой) к юго-востоку от села Верхняя Тойма, административного центра округа. Абсолютная высота — 30 метров над уровнем моря.

### Часовой пояс
Анфимовская, как и вся Архангельская область, находится в часовой зоне МСК (московское время). Смещение применяемого времени относительно UTC составляет +3:00.

## Население
| 2002 | 2010 |
| ---- | ---- |
| 12   | ↗14  |

### Национальный состав
Согласно результатам переписи 2002 года, в национальной структуре населения русские составляли 100 %.

## Уроженцы
- Беспоясов Евлампий Николаевич[вд]	(1908—1957) — партизан Великой Отечественной войны, командир 208-го отдельного полка им. И. В. Сталина[вд].